# Polycricus schmidti
Polycricus schmidti är en mångfotingart som först beskrevs av Chamberlin R. 1944.  Polycricus schmidti ingår i släktet Polycricus och familjen storjordkrypare.
Artens utbredningsområde är Guatemala. Inga underarter finns listade i Catalogue of Life.